# Cuero
La ville américaine de Cuero est le siège du comté de DeWitt, dans l’État du Texas,. Elle comptait 6 841 habitants lors du recensement de 2010.

## Personnalité
Fred Hansen, champion olympique du saut à la perche en 1964, est né à Cuero en 1940.

### Source
- (en) Cet article est partiellement ou en totalité issu de l’article de Wikipédia en anglais intitulé « Cuero, Texas » (voir la liste des auteurs).